# Минато-Мирай 21
Минато-Мирай 21 (яп. みなとみらい21 Минато Мирай Нидзюити, «гавань будущего 21»), также известный просто как Минато-Мирай или коротко ММ — центральный деловой район японского города Иокогама. Основанный в 1980-е годы, Минато-Мирай 21 был создан как крупный городской центр и имел генеральный план развития. Он должен был соединить традиционно важные районы и деловые центры квартала Каннай и район железнодорожной станции Иокогама.

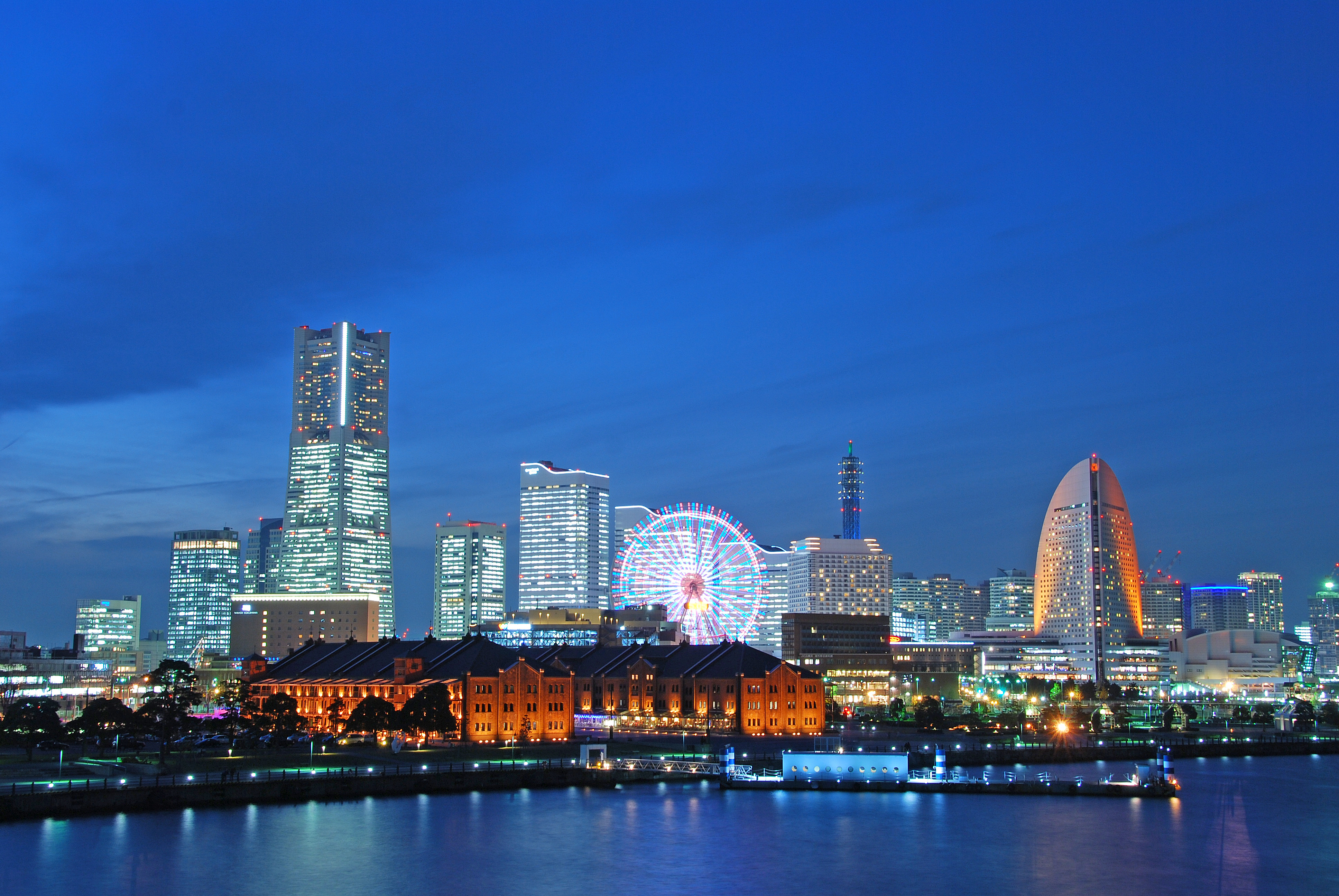
Минато-Мирай 21 в сумерках

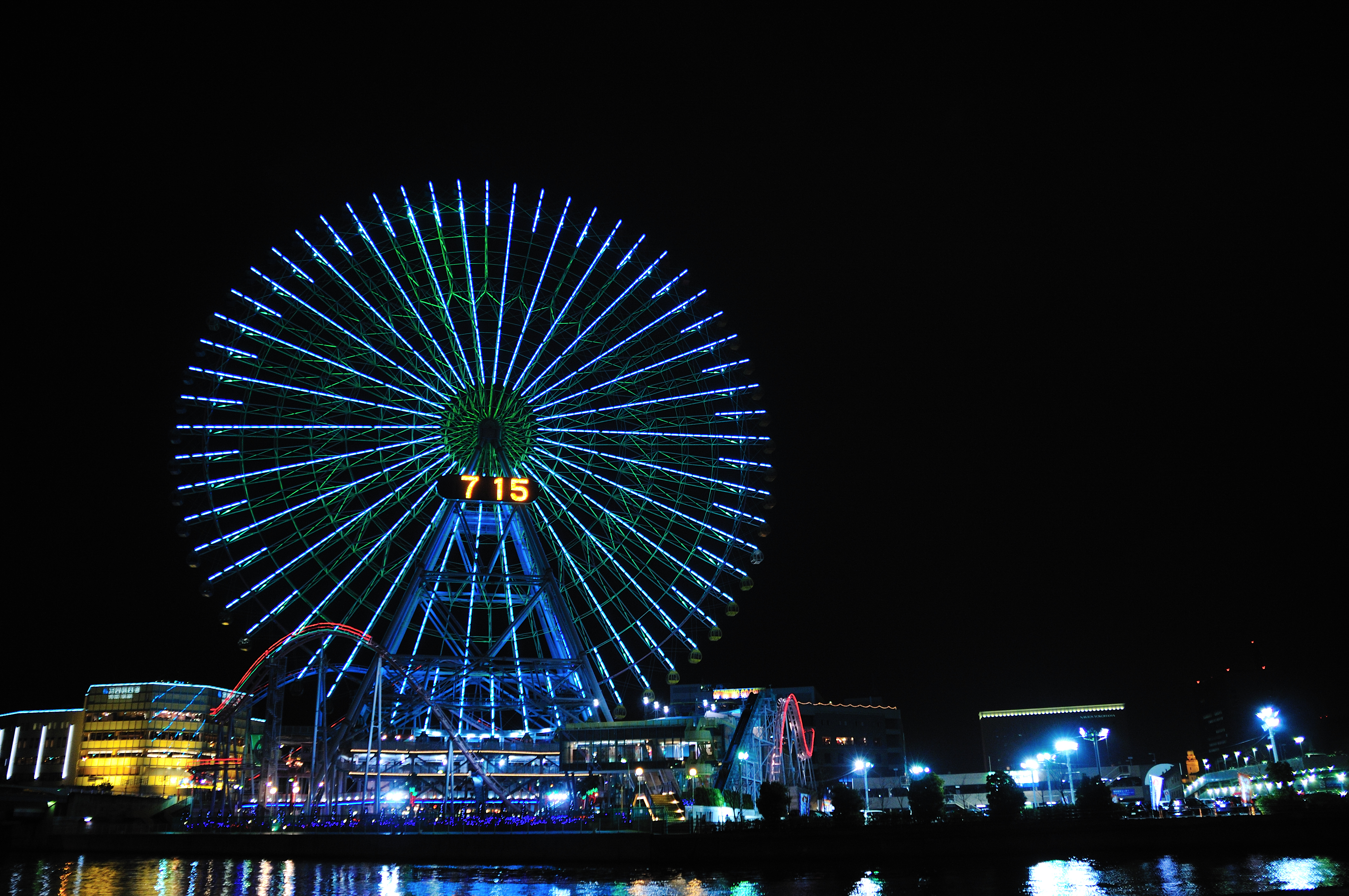
Колесо обозрения Cosmo Clock 21

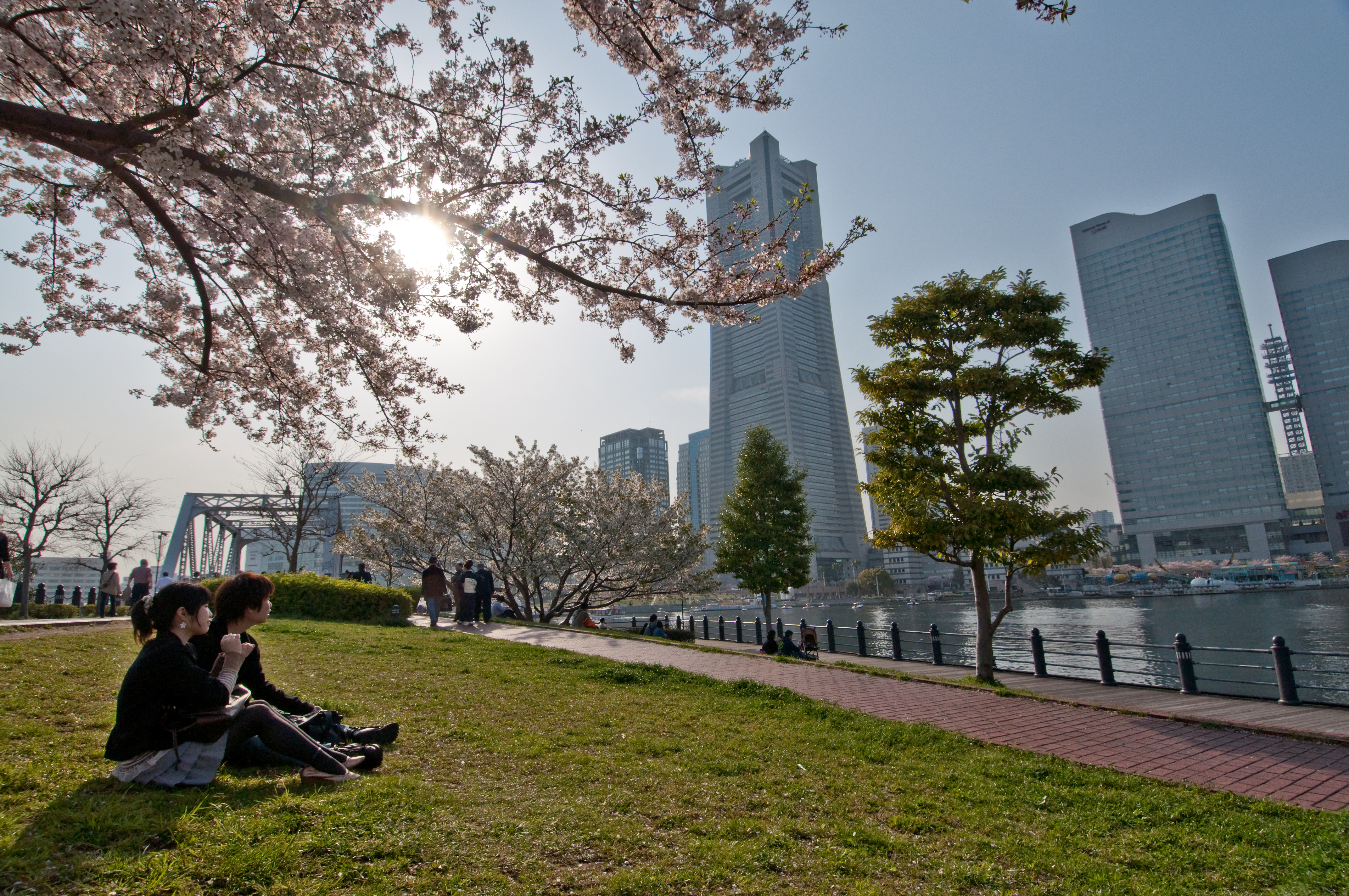
Вид на Минато-Мирай 21 с пешеходной зоны Кисамити

В центре района находится пешеходная зона, вокруг которой расположены главные отели и офисные здания, включая «Лендмарк-тауэр», конференц-центр «Пасифико-Иокогама», музеи искусств, кафе, магазины, торговые центры. Район продолжает развиваться согласно планам 1980-х годов.

## Общие сведения
План района Минато-Мирай 21 был предложен в 1965 году мэром Иокогамы Итио Асукатой как один из шести главных планов развития города. Само строительство началось в 1983 году после ряда оценок и пересмотров плана. Там, где расположился район, находились иокогамский судостроительный завод Mitsubishi Heavy Industries, сортировочная станция государственной железнодорожной компании Japanese National Railways, причалы Такасима и Синко порта Иокогамы. Портовые и промышленные зоны разделяли два городских центра — квартал Каннай и район станции Иокогама. С развитием Минато-Мирай 21 эти территории стали частью делового и общественного «ядра» Иокогамы. Название «Минато-Мирай 21» было выбрано народным голосованием и примерно означает «Морские ворота в будущее [в] 21[м веке]».
Сейчас[уточнить] район процветает, являясь одним из самых современных городских деловых центров области Большого Токио. Достопримечательностями района являются «Лендмарк-тауэр» — третий по высоте небоскрёб Японии, три торговых здания «Куинс-скуэр», конференц-центр «Пасифико-Иокогама», отель Intercontinental, колесо обозрения Cosmo Clock 21 и многое другое. Рядом с зданием «Лендмарк-тауэр» расположен Музей искусств Иокогамы.
В районе Минато Мирай расположены головные офисы и филиалы многих известных корпораций, например, Nissan, JGC Corporation, Chiyoda Corporation. Сегодня[уточнить] в Минато-Мирай 21 работает около 79 000 человек.
Минато Мирай 21 также привлекателен и для туристов вместе с расположенным рядом Китайским кварталом Иокогамы. Футуристические виды, близость залива, причал круизных лайнеров на пирсе Осанбаси и элегантный мост Yokohama Bay Bridge сделали район Минато-Мирай 21 символом Иокогамы и узнаваемой частью города, часто встречающейся на фотографиях.

## Достопримечательности и развлечения

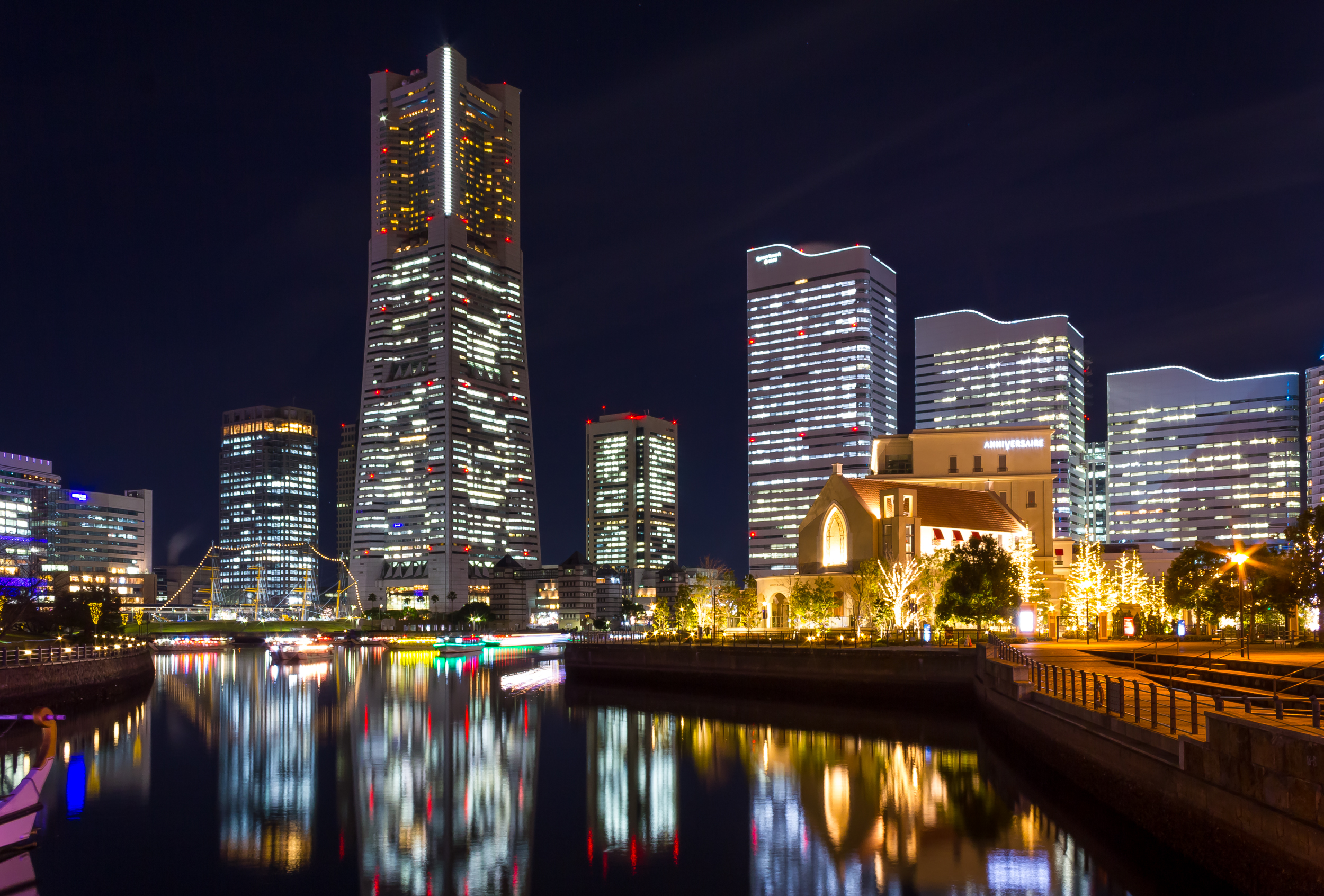
Ночной вид на Лендмарк-тауэр

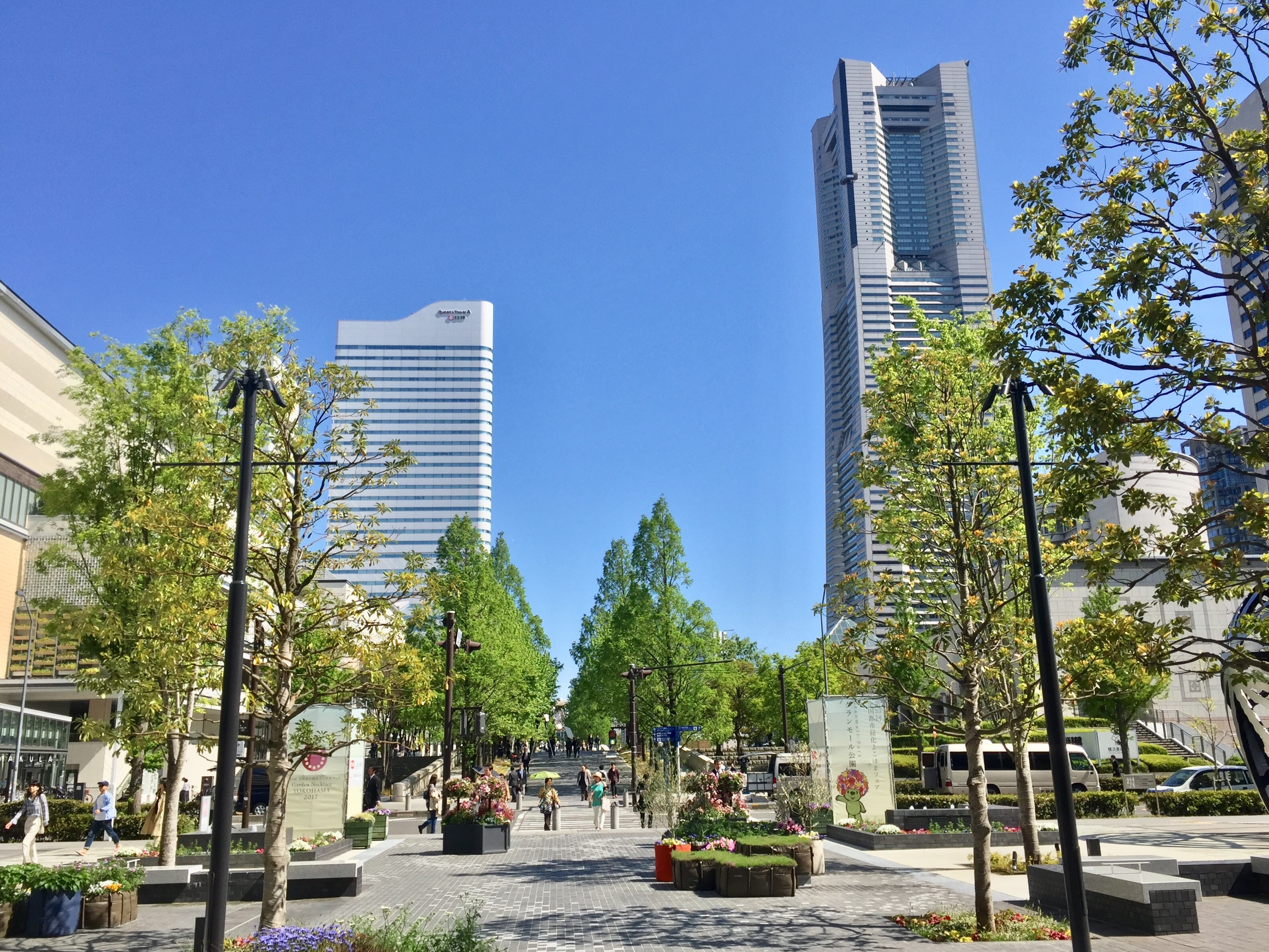
Гранд-молл парк

Основные достопримечательности и аттракционы:
- «Лендмарк-тауэр» — третье по высоте здание Японии, с которого открываются виды на Токио и гору Фудзи
- Парк развлечений Cosmo World — с 100 метровым колесом обозрения Cosmo Clock 21, когда-то бывшим самым высоким колесом обозрения в мире
- Kishamichi Promenade — пешеходная зона, протянувшаяся вдоль бывших железнодорожных путей в бухте, связывающая станцию Сакурагитё с Yokohama World Porters и Cosmo Clock, с которой открывается панорамный вид на весь район
- Minato Mirai Hall — концертный зал, где базируется симфонический оркестр префектуры Канагава
- «Пасифико-Иокогама» — конференц-центр
- Nippon Maru — четырёхмачтовое парусное судно-музей, постоянно пришвартованное в бухте Минато Мирай
- Музей искусств Иокогамы

## Отели
Основные отели района с более чем 300-ми номерами это:
- Отель Иокогама Бей Гранд ИнтерКонтиненталь
- Отель Пан Пасифик Иокогама Бей Токю
- Отель Иокогама Роял Парк
- Отель Иокогама Сакурагитё Вашингтон
- Отель и башни Иокогама Бей Шератон

## Железнодорожные станции
- Станция Минатомирай
- Станция Сакурагитё
- Станция Син-Такасима

## Внешние ссылки
- minatomirai21.com/eng/ — официальный сайт Минато-Мирай 21  (англ.)